# Bobu (okręg Gorj)
Bobu – wieś w Rumunii, w okręgu Gorj, w gminie Scoarța. W 2011 roku liczyła 719 mieszkańców.